# لینوود (پنسیلوانیا)
لینوود (به انگلیسی: Linwood) یک منطقهٔ مسکونی در ایالات متحده آمریکا است که در پنسیلوانیا واقع شده‌است. لینوود ۳٬۲۸۱ نفر جمعیت دارد.